# Che vita! Il meglio di Samuele Bersani
Che vita! Il meglio di Samuele Bersani è il primo album raccolta del cantautore italiano Samuele Bersani, pubblicato nel 2002.
Contiene alcuni brani tratti dai primi 4 album, più i 3 inediti Che vita!, Milingo e Le mie parole, cover di Pacifico.
L'album raggiunge la terza posizione nella Classifica FIMI Album.

## Tracce
1. Che vita!
  - Inedita
2. Il mostro (versione 2002)
3. Chicco e Spillo
  - dall'album C'hanno preso tutto
4. Freak
5. Spaccacuore
6. Cosa vuoi da me
7. Cado giù
8. Barcarola albanese
  - dall'album Freak
9. Giudizi universali
10. Coccodrilli
11. Braccio di Ferro
12. Crazy Boy
  - dall'album Samuele Bersani
13. Replay
14. Il pescatore di asterischi
15. Senza titoli
  - dall'album L'oroscopo speciale
16. Chiedimi se sono felice
  - dalla colonna sonora del film Chiedimi se sono felice
17. Milingo
18. Le mie parole (cover di Pacifico)
  - Inediti

## Formazione
- Samuele Bersani – voce, cori, programmazione, tastiera
- Roberto Guarino – tastiera, programmazione, chitarra
- Paolo Costa – basso
- Alfredo Golino – batteria
- Cesare Picco – pianoforte
- Claudio Fossati – percussioni
- Mario Guarini – basso
- Pasquale Morgante – tastiera, pianoforte
- Roberto Molinari - Batteria
- Ferruccio Spinetti – contrabbasso
- Edoardo De Angelis – violino
- Luca Marziali – violino
- Matrina Novella – viola
- Marcella Sciavelli – violoncello
- Roy Paci – tromba, flicorno
- Tony Cattano – trombone

## Classifiche
| Classifica (2002) | Posizione massima |
| ----------------- | ----------------- |
| Italia            | 3                 |